# International Tennis Hall of Fame
International Tennis Hall of Fame är ett tennismuseum i Newport Casino i Newport, Rhode Island, USA. Museet grundades 1954 av James Van Alen och är numera det största tennismuseet i världen.

## Museet
Huvudsyftet med International Tennis Hall of Fame är att dokumentera tennishistoria, vara en inspirationskälla inte minst för unga spelare och fungera som "Hall of Fame". Verksamheten finansieras via medlemsavgifter och bidrag, och blev 1986 erkänd av International Lawn Tennis Federation (Internationella Tennisförbundet).     
Till "Hall of Fame" upptages årligen, med början 1955, efter en särskild valprocedur prominenta personer och framstående tennisspelare från hela världen. De upptagnas biografier presenteras på museets hemsida. Valkommittén utgörs av representanter för internationella tennismedia. År 2005 finns 190 personer från 18 länder upptagna. Vart annat år föräras ett land som på olika sätt spelat stor roll för internationell tennis, utmärkelsen Great Tennis Nation (Stor Tennisnation). Första land att tilldelas utmärkelsen var Sverige (1997), därefter kom Australien (1999), USA (2001), Frankrike (2003) och Spanien (2005, egentligen december 2004). 
I museet finns audio-visuella och interaktiva utställningar. Ett bibliotek omfattande cirka 25.000 volymer finns också. Detta är bland annat avsett för forskning inom olika racketsporter. Museet är öppet för besökare året runt.
Inom anläggningen finns världens äldsta gräsbanor som använts kontinuerligt med start 1881. Det året hölls de första tävlingarna i Amerikanska mästerskapen där. Än i dag spelas professionella årliga tennistävlingar på gräsbanorna, Campbell's Hall of Fame Tennis Championships. En inomhusbana för "court tennis" (i Frankrike benämns spelet jeu de paume och i England real tennis) finns också.
Sverige har i Båstad ett eget tennismuseum, Swedish Tennis Hall of Fame, som i princip drivs i samma syfte som den amerikanska.

## Upptagna personer
Bland de upptagna personerna finns åtskilliga tennisspelare, de flesta med ett antal segrar i Grand Slam-turneringar. För att komma i fråga för inval kan spelaren i och för sig fortfarande vara aktiv, men måste ha varit borta från internationellt turneringsspel i minst fem år. Biografier på svenska över samtliga upptagna tennisspelare finns tillgängliga via Lista över tennisspelare. Bland de upptagna finns också personer som betytt mycket för tennisspelets spridning och utveckling. Exempel på sådana personer är Sveriges kung Gustaf V, den australiske Davis Cup-kaptenen och tränaren Harry Hopman, uppfinnaren av det moderna tennisspelet, Walter Clopton Wingfield (1833-1912) och också museets grundare, James Van Alen.  Bland personer som bidragit till utvecklingen av professionell tennis hör Lamar Hunt som upptogs 1993. Den italienske författaren och tennisskribenten Gianni Clerici upptogs 2006. Bud Collins är en tennisspelare och journalist som skrivit flera utgåvor av en tennisencyklopedi inklusive merparten av Hall of Fames spelarbiografier. Collins upptogs 1994. Bland journalister märks också den kände brittiske TV-kommentatorn Dan Maskell.
Bland de kända spelarprofilerna märks bland andra Suzanne Lenglen, Molla Mallory, Hazel Hotchkiss Wightman, Dorothea Douglass Chambers, Helen Wills Moody, Maureen Connolly, Althea Gibson, Margaret Smith Court, Billie Jean King, bröderna Doherty, Norman Brookes, Bill Tilden, Ellsworth Vines, Fred Perry, Gottfried von Cramm, Donald Budge, Jack Kramer, Pancho Gonzales, Lew Hoad, Ken Rosewall, Roy Emerson, Fred Stolle, Manuel Santana, Nicola Pietrangeli, Rod Laver, Ilie Nastase, Boris Becker, Jean Borotra och åtskilliga andra. Förutom kung Gustaf V är också de svenska spelarna Björn Borg, Mats Wilander, Stefan Edberg och Sven Davidson upptagna.